# تشارلز هيكوكس
تشارلز هيكوكس (Charles Hickcox) هو لاعب أولمبي لرياضة السباحة من الولايات المتحدة. شارك في الأولمبياد الصيفي في 1968، وفاز بما مجموعه 4 ميداليات.

## الميداليات
| ذهب | فضة | برونز | المجموع |
| 3   | 1   | 0     | 4       |

## روابط خارجية
- تشارلز هيكوكس على موقع الاتحاد الدولي للسباحة (الإنجليزية)
- تشارلز هيكوكس على موقع قاعة مشاهير السباحة العالمية (الإنجليزية)
- تشارلز هيكوكس على موقع أوليمبيديا (الإنجليزية)